# Dąbrowa (gmina Stężyca)
Dąbrowa (kaszub. Dąbrowa) – wieś w Polsce, położona w województwie pomorskim, w powiecie kartuskim, w gminie Stężyca.
Wieś wchodzi w skład sołectwa Łosienice.
W latach 1975–1998 Dąbrowa administracyjnie należała do województwa gdańskiego.
Przed 2023 r. miejscowość była częścią wsi Łosienice.
Dąbrowa 31 grudnia 2011 r. miała 150 stałych mieszkańców.